# Aleksandr Kulikovski
Aleksandr Kulikovski (en rus Александр Куликовский) (2 de gener de 1997) és un ciclista rus de categoria amateur. Del seu palmarès destaca la Minsk Cup de 2016. Com a júnior, va quedar segon al Campionat del món de 2014.

## Palmarès
- 2015
  - 1r al Tour de les Landes i vencedor d'una etapa
  - Vencedor d'una etapa a la Cursa de la Pau júnior
- 2016
  - 1r a la Minsk Cup
  - 1r al Trofeu Almar
  - Vencedor d'una etapa al Baltic Chain Tour